# Madagapotamon
Madagapotamon is een geslacht van kreeftachtigen uit de klasse van de Malacostraca (hogere kreeftachtigen).

## Soort
- Madagapotamon humberti Bott, 1965